# Milliganius compactus
Milliganius compactus är en ringmaskart som först beskrevs av Erséus 1990.  Milliganius compactus ingår i släktet Milliganius, och familjen glattmaskar. Inga underarter finns listade i Catalogue of Life.